# کورده بلو
کورده بلو (انگلیسی: Korede Bello؛ زادهٔ ۲۹ فوریهٔ ۱۹۹۶) ترانه‌نویس، و خواننده اهل نیجریه است. وی از سال ۲۰۰۹ میلادی تاکنون مشغول فعالیت بوده‌است.